# Taha Akgül
Taha Akgül, född 22 november 1990 i Sivas i Turkiet, är en turkisk brottare. Akgül vann guld i 125 kg fristil vid Olympiska sommarspelen 2016.
Akgül deltog även vid Olympiska sommarspelen 2012.